# Sean Morrell
Sean Morrell (ur. 23 sierpnia 1986) – fidżyjski rugbysta grający na pozycji rwacza w rumuńskim klubie CSM Știința Baia Mare, reprezentant kraju zarówno w wersji piętnasto-, jak i siedmioosobowej, złoty medalista World Games 2009, mistrz i zdobywca Pucharu Rumunii.

## Kariera klubowa
Zawodnik urodził się na Fidżi, w rugby zaczął grać w wieku piętnastu lat w Nowej Zelandii. Wcześniej grał w piłkę nożną, bowiem zarówno jego ojciec, Stan, jak i brat Stephen byli reprezentantami Fidżi w piłce nożnej. Uczęszczał do Mount Albert Grammar School, gdzie prócz rugby uprawiał również siatkówkę i lekkoatletykę.
Z Ponsonby Rugby Club zwyciężał w lokalnych rozgrywkach organizowanych przez Auckland Rugby Football Union, zaś w barwach King Country występował w Heartland Championship. Znajdował się także w zespole rezerw Auckland.
Związany był również z australijskimi klubami Gungahlin Eagles i Gordon RFC.
W październiku 2011 roku podpisał kontrakt z występującym w rumuńskiej SuperLidze klubem CSM Știința Baia Mare, był on następnie przedłużany. Zdobył z nim dwa mistrzostwa Rumunii (2011 i 2014), cztery wicemistrzostwa (2012, 2013, 2015 i 2016/2017) oraz puchar kraju.

## Kariera reprezentacyjna
Otrzymał powołanie do nowozelandzkiej reprezentacji szkół średnich w rugby 7.
Debiut w seniorskiej reprezentacji Fidżi zaliczył, gdy 3 lipca 2009 roku wyszedł w podstawowym składzie w ostatnim meczu Pucharu Narodów Pacyfiku 2009 przeciwko Japończykom. Był to jego jedyny występ w piętnastoosobowej odmianie tego sportu. Miesiąc później otrzymał powołanie do kadry rugby 7, z którą wziął udział w zakończonym triumfem turnieju rugby 7 na World Games 2009.